# André III (roi de Hongrie)
Pour les articles homonymes, voir André III.
André III Árpád de Hongrie (né en 1265 et mort le 14 janvier 1301, Buda), de la dynastie Árpád, est roi de Hongrie du 10 juillet 1290 au 14 janvier 1301.

## Origine
Fils d'Étienne Árpád de Hongrie (1236-1272) et de Tomasina Morosini, ou Catarina Morosini, une patricienne de Venise, fille de Michel Morosini. La légitimité de son père, le prince Étienne, - fils posthume du roi André II de Hongrie et de sa troisième épouse Béatrice d'Este morte en 1245 -, est contestée et la paternité de l'enfant attribuée par la rumeur au baron Denis, fils d'Ampod.

## Règne
André III, dernier des Árpád élevé au palais des Morosini de Venise, se montre incapable de briser la puissance des barons. Il doit de plus lutter pour conserver sa couronne contre l’empereur Albert de Habsbourg.
Devant faire face aux prétentions au trône de Charles Martel d'Anjou-Naples et à l’opposition permanentes des magnats, il s’appuie sur la chevalerie pour régner. Ainsi, il est le premier roi à convoquer une diète en Hongrie. Il est enfin le dernier représentant mâle de sa dynastie, et le pays connaît une période anarchique après sa mort.

## Unions et postérité
En 1290, André épouse Fenenna de Cujavie (morte en 1295), fille de Siemomysl d’Inowrocław duc de Cujavie. Ils ont une enfant :
- Élisabeth de Hongrie, morte en 1336, fiancée un moment à Ladislas V de Hongrie.

En 1296, André épouse Agnès de Habsbourg (1281-1364), fille d'Albert Ier du Saint-Empire.